# Sturgis E. Leavitt
Sturgis Elleno Leavitt (Newhall, Maine, 24 de enero de 1888 - 3 de marzo de 1977), bibliógrafo, hispanista e hispanoamericanista estadounidense.

## Biografía
De antigua familia de Nueva Inglaterra, que descendía de los que llegaron en el Mayflower, estudió secundaria en la escuela de Gorham y latín y griego; Bachiller en Artes en el Bowdoin College en 1908, Maestro en Artes en 1913, enseñó en varias academias y se doctoró por Harvard en 1917; fue profesor de la Universidad de North Carolina en Chapel Hill donde enseñó el resto de su vida; en 1941 fue nombrado director del Institute of Latin American Studies en UNC; en 1945 recibió el grado de profesor Kenan, que es el más alto de esa universidad; ese mismo año presidió la AATSP y por algunos años formó parte del consejo editor de la revista Hispania; en 1947 ayudó a fundar la Southern Humanities Conference, que incluía varias sociedades enfocadas a intereses latinoamericanos; fue editor del South-Atlantic Bulletin, la Revista Iberoamericana y editor asociado de Hispanic Review. En 1953 visitó la costa oeste de Sudamérica. Se jubiló en 1960. En 1974 fue nombrado miembro de la Academia Mexicana. Fue asimismo uno de los primeros miembros de la Academia Estadounidense de la Lengua Española.

## Obra
Ha consagrado gran número de trabajos a la bibliografía hispanoamericana: Hispano-American Literature in the United States (1923) y Revistas Hispanoamericanas. Índice bibliográfico (1843-1935)  (Fondo Histórico y Bibliográfico José Toribio Medina, 1960), cuyo material fue recopilado, en parte, en Chile, y cataloga 30.107 artículos de las cincuenta más importantes revistas científicas y literarias de Latinoamérica. Estudioso del teatro del Siglo de Oro, se le deben An Introduction to Golden Age Drama in Spain (Madrid: Castalia, 1971) y The Estrella de Sevilla and Claramonte (1932), entre otros estudios; el Ayuntamiento de Zalamea de la Serena, en 1959, le eligió alcalde perpetuo honorario por sus valiosas lecciones sobre El Alcalde de Zalamea de Calderón de la Barca.
- Datos: Q2359282